# Laurie Fortier
Laurie Fortier (* 25. Februar 1974 in Pasadena, Kalifornien) ist eine US-amerikanische Schauspielerin.

## Leben
Fortier war als Teenager sportlich aktiv. Sie wurde außerdem in Pasadena zu Rosenprinzessin der Veranstaltung Pasadena Tournament of Roses gewählt. Kurzzeitig studierte sie am katholischen St. Mary’s College in der Nähe von San Francisco, danach zog sie nach Los Angeles.
Fortier debütierte in der Comedyserie Running the Halls des Senders National Broadcasting Company, die Rolle der Holiday Friedman machte sie bekannt. Im Filmdrama Schatten einer Liebe (1996) spielte sie eine der größeren Rollen an der Seite von Peter Gallagher und Michelle Pfeiffer. Im Thriller Die eiskalte Clique (2000) spielte sie die Rolle der Kelly, die von ihrer Freundin Brittany Foster (Susan Ward) ermordet wird.
Fortier ist seit dem Jahr 2000 mit dem Regisseur Deran Sarafian verheiratet und hat ein Kind.

## Filmografie (Auswahl)
- 1993: Running the Halls (Fernsehserie, 13 Folgen)
- 1996: Schatten einer Liebe (To Gillian on Her 37th Birthday)
- 1996: Der teuflische Liebhaber (Her Costly Affair)
- 1998: Push (Fernsehserie, 8 Folgen)
- 2000: Rocky Times
- 2000: Die eiskalte Clique (The In Crowd)
- 2006: Die neue Form des Tötens – Kontrolle (Surveillance)
- 2013–2014: Hemlock Grove (Fernsehserie, 13 Folgen)
- 2015: No Deposit
- 2016: A Christmas in New York
- 2016: The Red Maple Leaf
- 2017: Fatal Defense (Fernsehfilm)
- 2017: The Neighborhood
- 2018: Zombie at 17 (Fernsehfilm)
- 2019: In Bed With A Killer (Fernsehfilm)
- 2019: Erasing His Past (Fernsehfilm)
- 2019: My Mom’s Darkest Secrets
- 2020: Into the Arms of Danger
- 2020: Driven to the Edge (Fernsehfilm)
- 2021: Saving My Daughter (Double Kidnapped)
- 2021: Picture Perfect Lies
- 2021: Fatal Frenemies (Fernsehfilm)
- 2021: Recipe for Abduction
- 2021: Killer Grades (Fernsehfilm)
- 2021: The Walking Dead (Fernsehserie, 4  Episoden)
- 2022: If Walls Could Talk
- 2022: The Nanny Knows (Fernsehfilm)
- 2022: The Secret Life of College Escorts
- 2022: My Nightmare Office Affair (Fernsehfilm)
- 2023: Secret Diary of A Cheerleader (Fernsehfilm)
- 2023: Taken in Montana (Fernsehfilm)
- 2024: A Nanny's Revenge